# 力の源ホールディングス
株式会社力の源ホールディングス（ちからのもとホールディングス）は福岡県福岡市に本社を置く持株会社。東京証券取引所プライム市場上場。
中核子会社の株式会社力の源カンパニー（ちからのもとカンパニー）が世界各国にラーメン店チェーン「博多一風堂」を展開するなどの外食産業を営んでいる。

## 手がける店舗

### 現在
博多一風堂
全国展開のラーメン店チェーン。
くしふるの大地
農業事業・研修施設を運営する農業生産法人（株式会社）。大分県竹田市の久住農場と豊後大野市の重政農場がある。
因幡うどん
1951年創業のうどん店。後継者難に陥っていた同店を買収、現在に至る。そのうち、博多1番街店はかつて福岡西鉄名店街に存在した「ニュー因幡」としてリニューアルした。2021年12月現在、10店舗。

### 過去
博多うどん酒場イチカバチカ、博多たんめん酒場イチカバチカ
2016年に東京都内に開業。博多の居酒屋をモチーフに、博多のうどんや豚バラ串などを売りとした業態だった。2021年に株式会社Dream Shareに譲渡。
PANDA EXPRESS
アメリカ発の中華レストランチェーン。2015年よりアメリカPanda Restaurant Group, Inc.（PRG）との合弁で運営していたが、2022年に合弁を解消し運営会社の株式をPRGに譲渡した。

## 会社沿革
- 1986年10月30日 - 有限会社力の源カンパニーを設立（設立者：河原成美）[4]。
- 1994年12月9日 - 有限会社から株式会社へ組織変更。
- 1995年7月24日 - 飲食業コンサルティングの会社「株式会社ナルミ食品計画」を設立。
- 1997年4月 - 福岡市中央区今泉2丁目に本部事務所を設立。
- 2000年12月14日 - 資本金1,000万円を4,000万円に増資。
- 2001年3月31日 - 資本金4,000万円を16,000万円に増資。
- 2003年9月22日 - 福岡市中央区薬院1丁目に本部事務所を移転。
- 2008年3月17日 - 海外初出店として、ニューヨークに「IPPUDO NY」を開店。
- 2009年12月21日 - 「TAO・一風堂パートナーズ」を設立。
- 2014年1月1日 - 会社分割により持株会社となり、株式会社力の源ホールディングスに商号変更。新設会社の株式会社力の源カンパニー（2代）、渡辺製麺などを傘下に置く。
- 2015年10月 - ラーメン店・有限会社「名島亭」（福岡市東区）を株式会社力の源カンパニーが吸収合併[5][注釈 1]。
- 2016年6月 - 力の源ホールディングスが後継者難に陥っていたうどん店の因幡うどん（福岡市内4店舗）を買収[6]。力の源ホールディングスがアメリカのパンダエクスプレスと合弁会社 「I&P RUNWAY JAPAN」を設立。
- 2017年
  - 3月 - 本社を福岡市中央区大名に移転。
  - 3月21日 - 力の源ホールディングスが東証マザーズに上場[7]。
- 2018年3月22日 - 力の源ホールディングスが東京証券取引所第一部に市場変更。
- 2025年4月1日 - 力の源カンパニーがみそラーメン店を運営しているライズを買収[8]。

## テレビ番組
- 日経スペシャル カンブリア宮殿 「店は舞台だ! 〜ラーメン界のカリスマが明かす集客の極意〜」（2009年4月13日、テレビ東京）[4]

## 書籍

### 関連書籍
- 『ラーメン界のすべてを知る男 博多一風堂・河原成美が選ぶうまかラーメン115軒 これを食わんでラーメンが語れるか!』（著者：河原成美）（2001年10月30日、角川書店）ISBN 9784048836869
- 『一風堂の秘密 ラーメン職人河原成美が明かす繁盛店のつくり方』（著者：河原成美）（2001年12月5日、経済界）ISBN 9784766782356
- 『一風堂 五輪書 自分が主人公として生きる河原流人生の極意』（著者：河原成美）（2004年3月5日、致知出版社）ISBN 9784884746735
- 『一風堂 心得帖』（著者：河原成美）（2006年11月20日、力の源カンパニー）
- 『「一風堂」ドラゴン中国マーケットに挑む! 中国に進出した外食企業は何をつかんだのか』（著者：河原成美）（2007年1月25日、柴田書店）ISBN 9784388153114
- 『一風堂魂』（2010年10月1日、潮出版社）（著者：河原成美）ISBN 9784267018589
- 『博多一風堂・河原成美 凡人が天才に勝つ方法』（著者：会津泰成）（2011年4月2日、集英社）ISBN 9784087805994
- 『あなたの店をつぶさない法則』（著者：河原成美）（2012年6月25日、PHP研究所）ISBN 9784569800431
- 『「7つの習慣」と「一風堂」』（著者：河原成美、監修：フランクリン・コヴィー・ジャパン）（2016年6月1日、PHP研究所）ISBN 9784569831060